# Harry Caplan
Harry Caplan (* 7. Januar 1896 in Hoag Corners; † 29. November 1980 in Seattle) war ein US-amerikanischer Klassischer Philologe.

## Leben
Er verbrachte seine gesamte Karriere, mit Ausnahme verschiedener Gastprofessuren, an der Cornell University, wo er 1921 promovierte und von 1919 bis 1967 an der Fakultät tätig war, 1930 zum Professor ernannt wurde und 17 Jahre lang (1929–1946) als Vorsitzender fungierte.

## Schriften (Auswahl)
- Mediaeval 'Artes praedicandi'. A hand-list. Ithaca 1934, OCLC 257626134.
- Of eloquence. Studies in ancient and mediaeval rhetoric. Ithaca 1970, ISBN 0-8014-0486-X.